# جايسون لامبرت
جايسون لامبرت (بالإنجليزية: Jason Lambert) هو فنان قتال مختلط أمريكي، ولد في 23 سبتمبر 1977 في لونغ بيتش في الولايات المتحدة.

## وصلات خارجية
- جايسون لامبرت على موقع يو إف سي (الإنجليزية)
- جايسون لامبرت على موقع شيردوغ (الإنجليزية)
- جايسون لامبرت على موقع IMDb (الإنجليزية)
- جايسون لامبرت على موقع قاعدة بيانات الفيلم (الإنجليزية)